# 베스타 신전

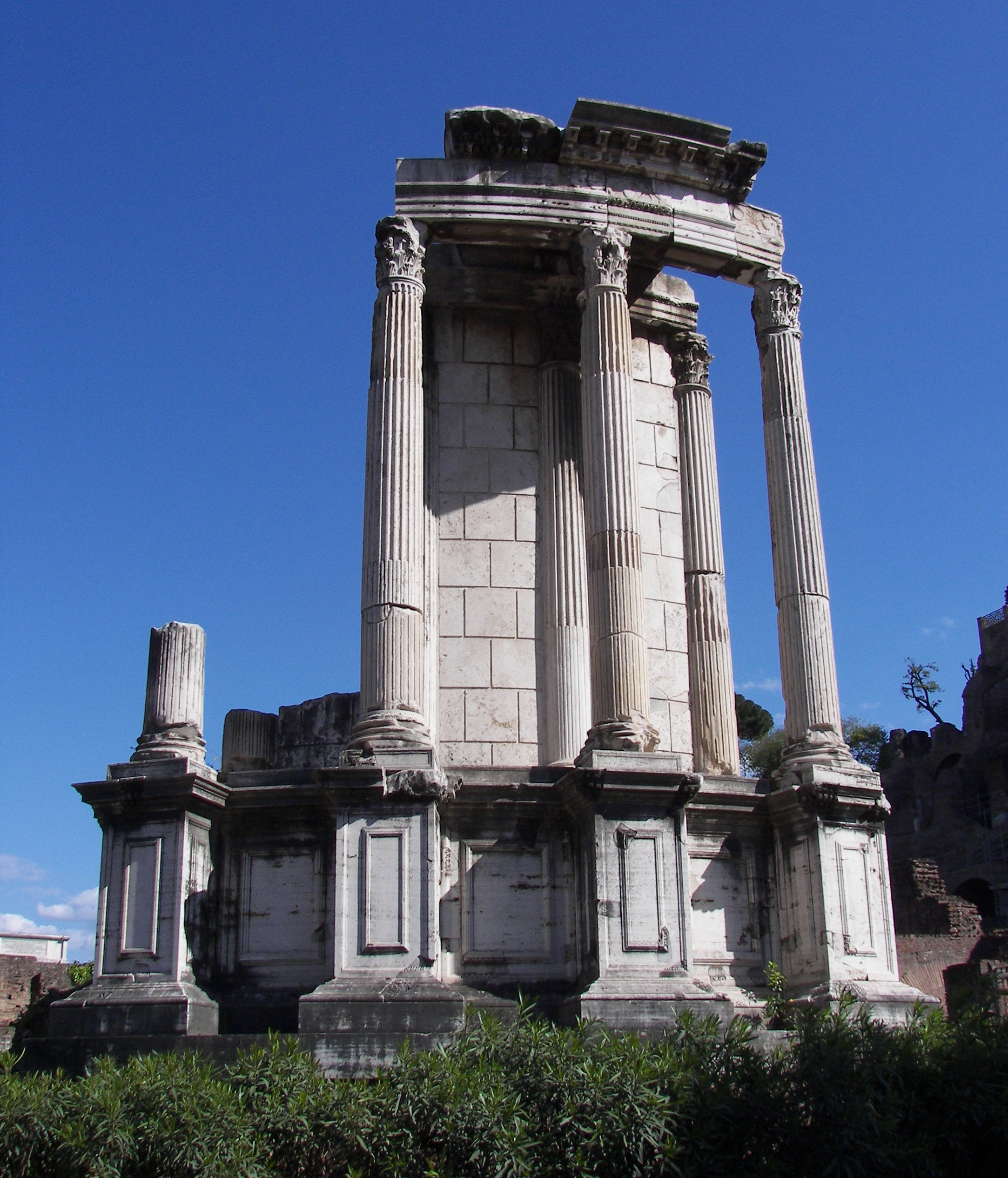
베스타 신전.

베스타 신전(라틴어: Aedes Vestae, 이탈리아어: Tempio di Vesta)은 로마 포룸에 위치한 로마의 옛 신전이다. 신전 건축의 가장 큰 특징은 원형으로 이루어진 건축 구조이다. 로마의 여신 베스타가 로마 초기에 일반 가정에서 숭배를 받기 시작한 이래로, 이 건물은 로마 역사와 함께하며 로마 제국의 흥망을 지켜보았다. 현존하는 신전에는 코린토스 기둥, 대리암, 중앙 켈라가 있는 고대 그리스 건축 양식이 사용되었다. 남아있는 건축물을 토대로 추정한 결과, 지름 15m의 원형 기단 위에 지어진 20개의 코린토스 양식의 기둥들로 이루어져 있었다. 신전의 지붕에는 화로의 연기를 내보내기 위해 환풍구를 설치했을 것으로 추정된다.

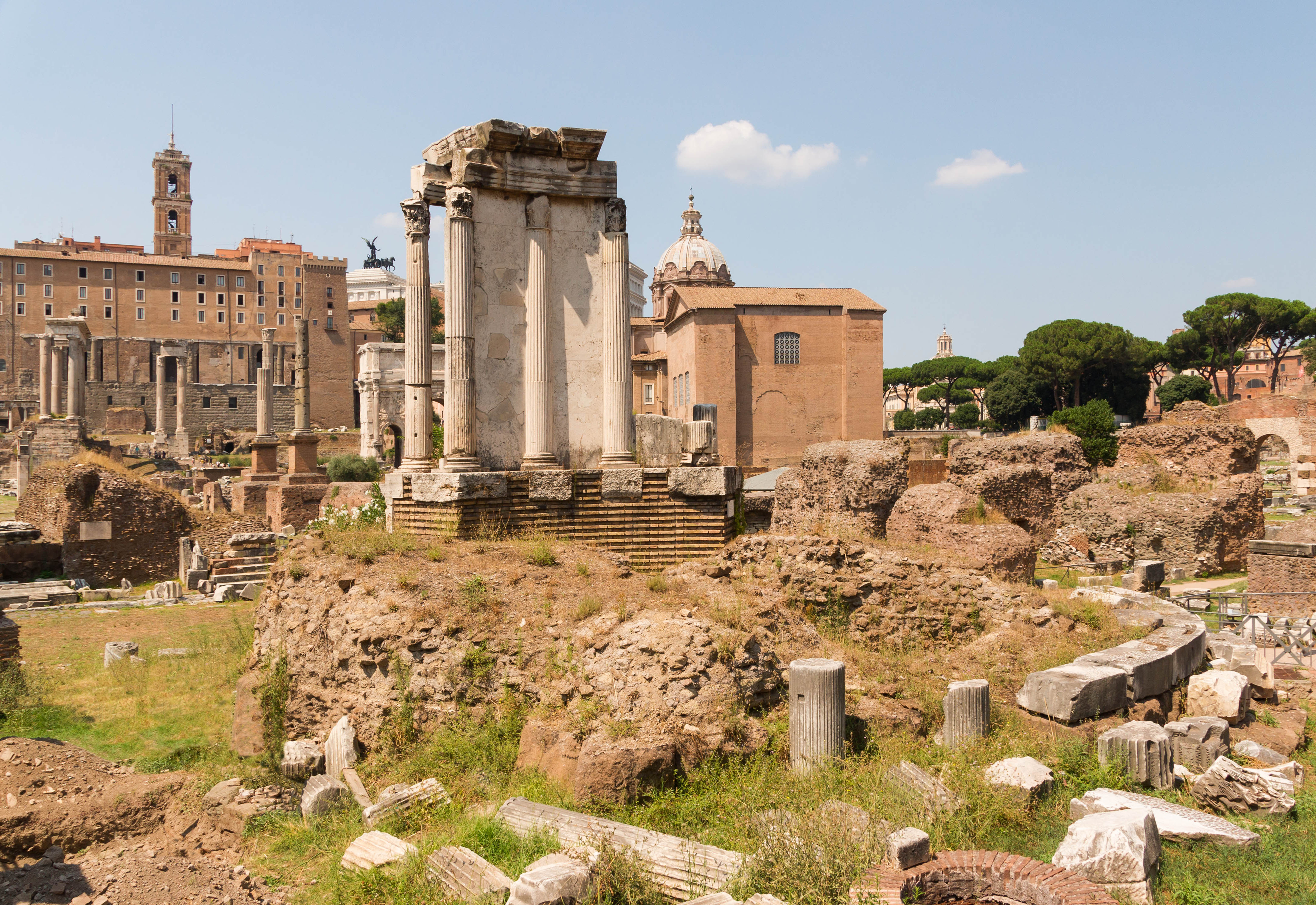
한때 베스타 신전의 심장부였던 가장 많이 남아있는 잔해.

## 역사

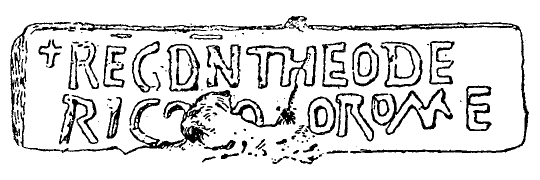
베스타 신전에서 출토된 테오도리쿠스 마그누스의 상징이 있는 벽돌.

베스타에게 바쳐진 모든 신전들은 원형이었고, 생명의 원천으로 여겼던 베스타의 불과 태양을 상징하기 위해 동쪽으로 난 입구가 있었다. 베스타 신전은 기원전 7세기로 거슬러 올라가는 고대 신앙에서부터 내려온 것이다. 누마 폼필리우스는 이 신전이 로마가 처음 세워졌을 때부터, 즉 로마 건국 초기에 지어진 것으로 추정했다. 베스타 신전 주변에는 사제와 여사제들을 위한 묘지가 있었다.
현재의 건물은 이후에 재건된 건물이지만, 원래 베스타 신전은 로마 포룸에 위치한 가장 초기 건축물들 중 하나였다. 베스타 신전 중앙의 제단에는 신상 대신에 신성한 불꽃이 타오르는 화로가 있었다. 베스타 신전은 법적 유언장, 로마 원로원의 문서, 팔라디움 같은 의식 도구들을 보관하기도 했다. 이곳에 있던 팔라디움은 트로이에서 아이네이아스가 가져왔다고 여겨지는 아테나 (로마의 미네르바) 조각상이었다. 이 조각상은 로마 제국을 지켜주는 특별한 상징이라고 여겨졌다. 로마인들은 베스타 신전의 신성한 불이 로마의 번영과 멸망에 밀접하게 연결되어 있다고 믿었고, 이 불이 꺼지면 제국에 거대한 재앙이 닥칠 전조로 여겼다. 베스타 신전은 4세기에 로마 제국이 동로마 제국과 서로마 제국으로 분열되며 그 문을 닫게 된다.

## 재건
베스타 신전은 여러 번 파괴되었고, 여러 번 재건되었다. 첫 번째 파괴는 기원전 390년에 침입해온 갈리아인들에 의한 것이었다. 로마 역사가 오비디우스에 따르면, 기원전 241년에 베스타 신전에서 발생한 큰 불로 인해 신전이 전소했다고 한다. 그 당시 폰티펙스 막시무스였던 루키우스 카이킬리우스 메텔루스라는 인물이 팔라디움을 지켜냈지만, 그 도중 사고를 당했고 이 사고로 인해 시력을 잃었다고 한다. 화재 사고는 기원전 210년과 기원전 1세기 초에 또 다시 발생했다. 다만 신전에 큰 피해는 없었다고 한다. 신전은 아우구스투스와 네로 황제 시기에 개축되고 재건되었다. 마지막으로 서기 191년에 불타, 셉티미우스 세베루스 황제가 통치하던 시기에 재건됐다.
베스타 신전은 르네상스 시기까지 꽤나 온전한 모습으로 남아있었다. 그러나 1549년 완전히 해체되었고, 신전의 대리석들은 교회와 교황의 궁전을 짓는데 사용되었다. 오늘날 우리가 볼 수 있는 부분은 베니토 무솔리니가 독재 정치로 이탈리아를 통치하던 1930년대에 재건된 것이다.

## 같이 보기
- 보아리움 포룸에 있는 원형 모양의 정복자 헤르쿨레스 신전은 처음에는 베스타 신전으로 여겨졌다.
- 티볼리의 베스타 신전.

### 현대 사료
- Brockman, Norbert (2011), 《Encyclopedia of Sacred Places》 1, ABC-CLIO, ISBN 978-1-59884-654-6
- Gorski, Gilbert J.; Packer, James E. (2015), 《The Roman Forum: A Reconstruction and Architectural Guide》, Cambridge University Press, ISBN 978-0-521-19244-6
- Howatson, M. C. (2011), 《The Oxford Companion to Classical Literature》 Thi판, Oxford University Press, ISBN 978-0-19-954855-2
- Middleton, John Henry (1886). “The Temple and Atrium of Vesta and the Regia”. 《Archaeologia, Or, Miscellaneous Tracts Relating to Antiquity》: 395.
- Middleton, John Henry (1892), 《The Remains of Ancient Rome》 1
- Stamper, John W. (2005), 《The Architecture of Roman Temples: The Republic to the Middle Empire》, Cambridge University Press, ISBN 0 521 81068 X
- Wildfang, Robin Lorsch (2006), 《Rome's Vestal Virgins》, Routledge, ISBN 0-415-39795-2